# Enric Fatjó Torras

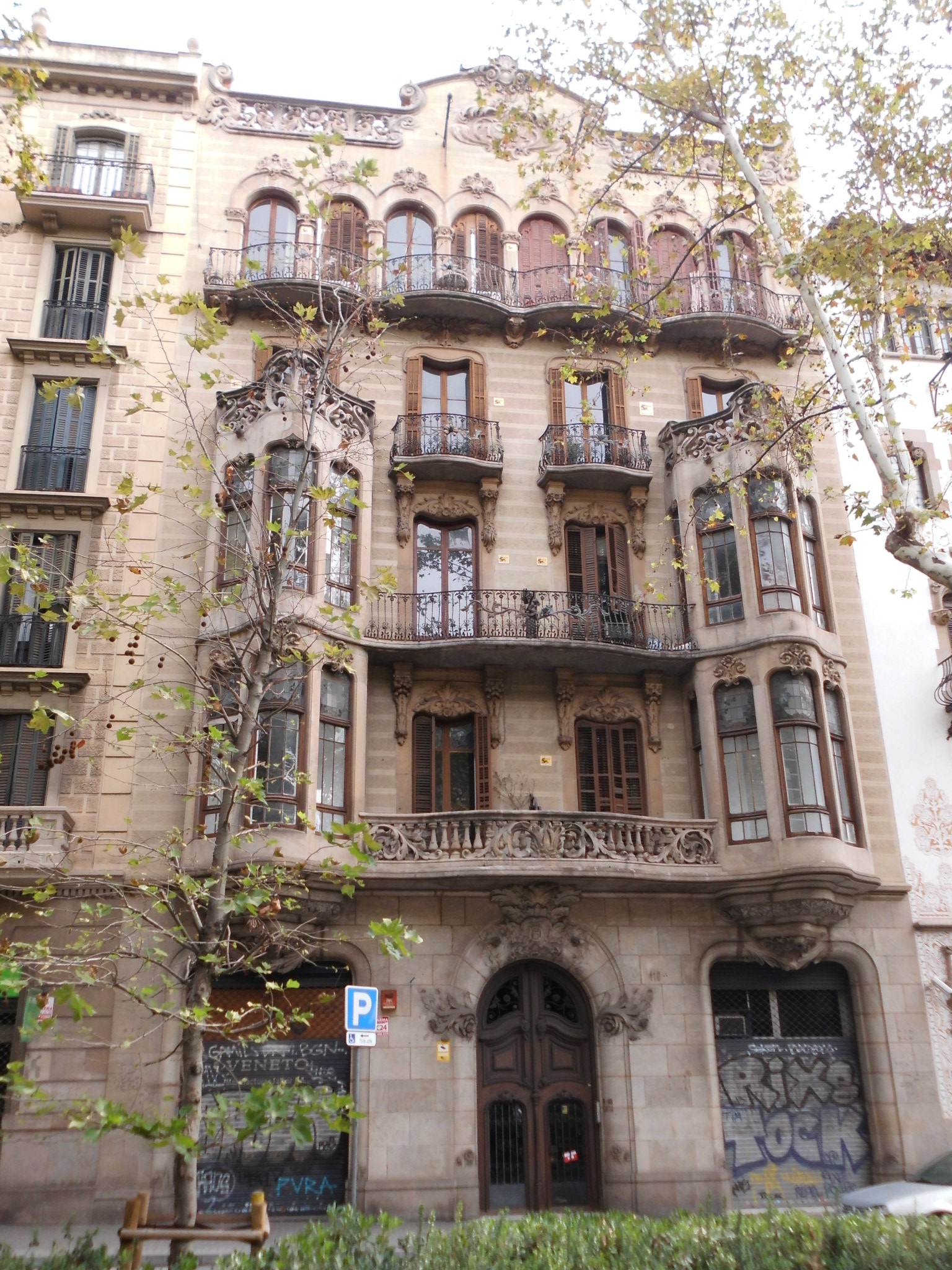
Casa Dolors Alesan de Gibert (1905), Barcelona

Enric Fatjó Torras (Sabadell, 1862-Reus, 21 de abril de 1907) fue un arquitecto modernista español. 
Estudió en la Escuela Técnica Superior de Arquitectura de Barcelona, donde se tituló en 1886. Fue arquitecto municipal de Badalona y de La Garriga. Trabajó también en Sabadell (casa Taulé, 1902) y El Masnou (casa Millet Bertran, 1902). Entre 1897 y 1907 fue arquitecto diocesano de Barcelona, cargo desde el que continuó los trabajos de la casa de la Misericordia, finalizando la iglesia y realizando el ala sur del recinto.

## Obras

### Badalona
- 1901. Can Busquets

### Barcelona
- 1895-1896. Convento de Franciscanas Misioneras
- 1897. Casa Josep Aguilera
- 1897-1908. Reformas de la Casa de la Misericordia
- 1900-1902. Casa Josep Llobet
- 1902. Casa Santiago Guilera
- 1903. Residencia de Convalecencia San Ignacio para Jóvenes Obreras
- 1905. Casa Dolors Alesan de Gibert
- 1906. Reforma de la casa Sicart

### El Masnou
- 1902. Can Framis

### Sabadell
- 1892. Casa Nogués
- 1901. Hospital de la Virgen de la Salud
- 1902. Casa Taulé
- 1904. Casa Turull